# Live: On our way to who knows where
Live: On out way to who know where is een livealbum van Magenta. Het album werd opgenomen tijdens de tournee volgend op de release van Chameleon. Magenta is genoodzaakt om veel livealbums uit te brengen omdat ze onafhankelijk wil opereren, Tigermorth Records is hun eigen platenlabel. Het album is opgenomen ergens in Italië, zonder te vermelden wanneer en waar.

## Musici
- Christina Booth – zang
- Chris Fry – gitaar
- Dan Nelsen – basgitaar
- Rob Reed – toetsinstrumenten
- Steve Roberts – slagwerk

## Muziek
| Nr. | Titel              | Duur  |
| --- | ------------------ | ----- |
| 1.  | Glitterball        | 6:03  |
| 2.  | Gluttony           | 12:17 |
| 3.  | I’m alive          | 5:17  |
| 4.  | Guernica           | 6:33  |
| 5.  | Revolutions Medley | 20:55 |
| 6.  | Raw                | 4:27  |

| Nr. | Titel              | Duur  |
| --- | ------------------ | ----- |
| 1.  | Red                | 9:09  |
| 2.  | Towers of hope     | 4;23  |
| 3.  | Demons             | 6:29  |
| 4.  | Metamorphosis      | 18:01 |
| 5.  | Pride              | 12:33 |
| 6.  | When we were young | 4:09  |

When we were young is een studio-opnamen en op dit album voor het eerst te beluisteren